# Campeonato Mundial de Atletismo Sub-20 de 2016 - 3000 m com obstáculos feminino
A prova dos 3000 metros com obstáculos feminino do Campeonato Mundial de Atletismo Sub-20 de 2016 ocorreu entre os dias 19 e 22 de julho em Bydgoszcz, na Polônia. 

## Recordes
Antes desta competição, os recordes mundiais e do campeonato nesta prova eram os seguintes:
|     | Nome                        | Nacionalidade | Tempo   | Local     | Data                |
| --- | --------------------------- | ------------- | ------- | --------- | ------------------- |
| WJR | Birtukan Adamu              | Etiópia       | 9:20.37 | Roma      | 26 de maio de 2011  |
| CR  | Christine Kambua Muyanga    | Quênia        | 9:31.35 | Bydgoszcz | 10 de julho de 2008 |
| WJL | Celliphine Chepteek Chespol | Quênia        | 9:24.73 | Xangai    | 14 de maio de 2016  |

Os seguintes recordes mundiais ou do campeonato foram estabelecidos durante esta competição: 
| Data        | Evento | Nome                        | Nacionalidade | Tempo   | Notas                 |
| ----------- | ------ | --------------------------- | ------------- | ------- | --------------------- |
| 22 de julho | Final  | Celliphine Chepteek Chespol | Quênia        | 9:25.15 | Recorde do campeonato |

## Medalhistas
| Ouro                              | Prata               | Bronze               |
| Celliphine Chepteek Chespol (KEN) | Tigist Getnet (BHR) | Agrie Belachew (ETH) |

## Cronograma
Todos os horários são locais (UTC+1).
| Data        | Hora  | Evento        |
| ----------- | ----- | ------------- |
| 19 de julho | 09:55 | Eliminatórias |
| 22 de julho | 20:00 | Final         |

## Resultados

### Eliminatórias
Qualificação: Os 5 primeiros de cada bateria (Q) e os 5 tempos mais rápidos (q). 
| Posição | Bateria | Atleta                      | Nacionalidade  | Tempo    | Notas                |
| ------- | ------- | --------------------------- | -------------- | -------- | -------------------- |
| 1       | 1       | Tigist Getnet               | Bahrein        | 9:54.65  | Q                    |
| 2       | 1       | Betty Chepkemoi Kibet       | Quênia         | 9:54.65  | Q,                   |
| 3       | 1       | Agrie Belachew              | Etiópia        | 9:54.84  | Q,                   |
| 4       | 1       | Peruth Chemutai             | Uganda         | 9:54.85  | Q, NJR               |
| 5       | 2       | Celliphine Chepteek Chespol | Quênia         | 9:55.21  | Q                    |
| 6       | 2       | Asimarech Naga              | Etiópia        | 10:05.71 | Q                    |
| 7       | 2       | Anna-Emilie Møller          | Dinamarca      | 10:06.26 | Q                    |
| 8       | 2       | Charlotte Prouse            | Canadá         | 10:06.91 | Q                    |
| 9       | 2       | Aneta Konieczek             | Polónia        | 10:12.26 | Q                    |
| 10      | 1       | Chika Mukai                 | Japão          | 10:13.61 | Q                    |
| 11      | 2       | Marwa Bouzayani             | Tunísia        | 10:13.77 | q, NJR               |
| 12      | 1       | Lili Tóth                   | Hungria        | 10:14.18 | q,                   |
| 13      | 2       | Georgia Winkcup             | Austrália      | 10:16.14 | q,                   |
| 14      | 1       | Beth Croft                  | Austrália      | 10:19.51 | q,                   |
| 15      | 2       | Liane Weidner               | Alemanha       | 10:21.09 | q                    |
| 16      | 2       | Aimee Pratt                 | Grã-Bretanha   | 10:25.51 |                      |
| 17      | 2       | Yuki Shibata                | Japão          | 10:25.66 |                      |
| 18      | 2       | Rina Cjuro                  | Peru           | 10:26.45 |                      |
| 19      | 1       | Alexa Lemitre               | França         | 10:27.40 |                      |
| 20      | 1       | Tatsiana Shabanava          | Bielorrússia   | 10:29.96 | Recorde da temporada |
| 21      | 1       | Gülnaz Uskun                | Turquia        | 10:31.16 |                      |
| 22      | 2       | Lena Millonig               | Áustria        | 10:31.83 |                      |
| 23      | 2       | Léa Navarro                 | França         | 10:33.56 |                      |
| 24      | 1       | Patrycja Kapała             | Polónia        | 10:35.71 |                      |
| 25      | 1       | Zhong Xiaoqian              | China          | 10:37.51 |                      |
| 26      | 2       | Kelly Naumann               | Estados Unidos | 10:45.90 |                      |
| 27      | 2       | Yayla Kiliç                 | Turquia        | 10:46.28 |                      |
| 28      | 2       | Eleonora Curtabbi           | Itália         | 10:50.46 |                      |
| 29      | 1       | Nicole Reina                | Itália         | 10:51.34 |                      |
| 30      | 1       | Rachel Nichwitz             | Estados Unidos | 11:01.69 |                      |
| 31      | 1       | Luz Karen Olivera           | Peru           | 11:02.23 |                      |
| 32      | 1       | Catherine Beauchemin        | Canadá         | 11:24.11 |                      |

### Final

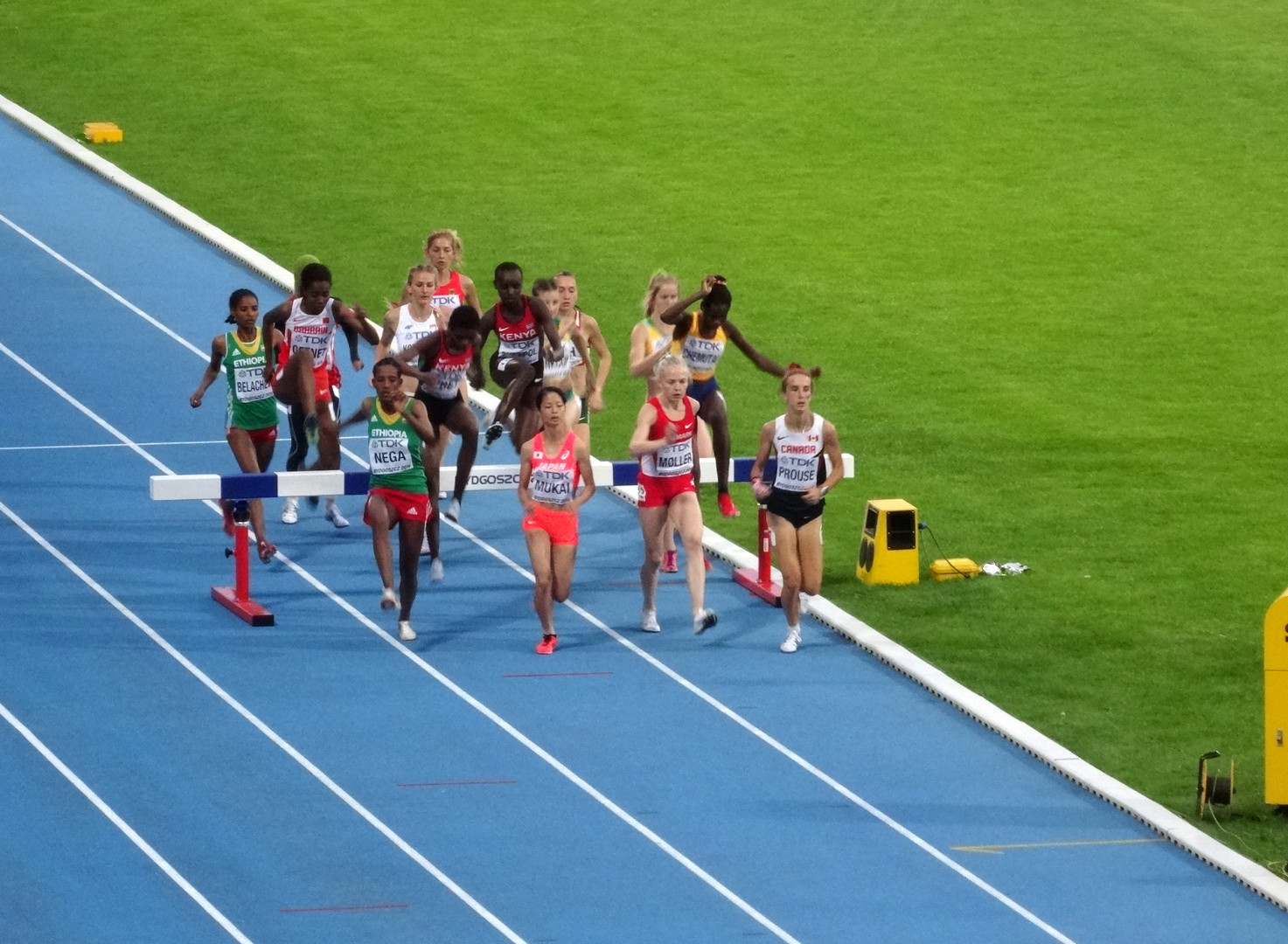
A final

A prova final foi realizada no dia 22 de julho às 20:00.  
| Posição           | Atleta                      | Nacionalidade | Tempo    | Notas                 |
| ----------------- | --------------------------- | ------------- | -------- | --------------------- |
| Medalha de ouro   | Celliphine Chepteek Chespol | Quênia        | 9:25.15  | Recorde do campeonato |
| Medalha de prata  | Tigist Getnet               | Bahrein       | 9:34.08  |                       |
| Medalha de bronze | Agrie Belachew              | Etiópia       | 9:37.17  | Recorde pessoal       |
| 4                 | Betty Chepkemoi Kibet       | Quênia        | 9:38.27  | Recorde pessoal       |
| 5                 | Anna-Emilie Møller          | Dinamarca     | 9:43.84  |                       |
| 6                 | Charlotte Prouse            | Canadá        | 9:44.62  | AJM                   |
| 7                 | Peruth Chemutai             | Uganda        | 9:49.29  | NJR                   |
| 8                 | Asimarech Naga              | Etiópia       | 9:55.14  |                       |
| 9                 | Aneta Konieczek             | Polónia       | 10:00.58 |                       |
| 10                | Lili Tóth                   | Hungria       | 10:04.17 | NJR                   |
| 11                | Marwa Bouzayani             | Tunísia       | 10:05.25 | NJR                   |
| 12                | Liane Weidner               | Alemanha      | 10:22.27 |                       |
| 13                | Beth Croft                  | Austrália     | 10:29.67 |                       |
| 14                | Chika Mukai                 | Japão         | 10:35.71 |                       |
| 15                | Georgia Winkcup             | Austrália     | 10:41.16 |                       |

Legenda
| Recorde mundial       | Recorde mundial (World record)               |                       | Recorde africano                      | Recorde africano (African) |                                           | Q | Classificado por posição (Qualified) |
| Recorde do campeonato | Recorde do campeonato (Championship record)  | Recorde da América    | Recorde da América (Americas)         | q                          | Classificado por melhor tempo (Qualified) |   |                                      |
| Melhor marca do ano   | Melhor marca do ano (World leading)          | Recorde asiático      | Recorde asiático (Asian)              | DNS                        | Não largou (Did not start)                |   |                                      |
| Recorde nacional      | Recorde nacional (National record)           | Recorde europeu       | Recorde europeu (European)            | DNF                        | Não terminou (Did not finish)             |   |                                      |
| Recorde pessoal       | Recorde pessoal do atleta (Personal best)    | Recorde da Oceania    | Recorde da Oceania (Oceania)          | DSQ / DQ                   | Desclassificado (Disqualified)            |   |                                      |
| Recorde da temporada  | Recorde da temporada do atleta (Season best) | Recorde sul-americano | Recorde sul-americano (South America) | NM                         | Sem marca (No mark)                       |   |                                      |